# Miejski Ośrodek Rekreacji i Sportu w Chorzowie

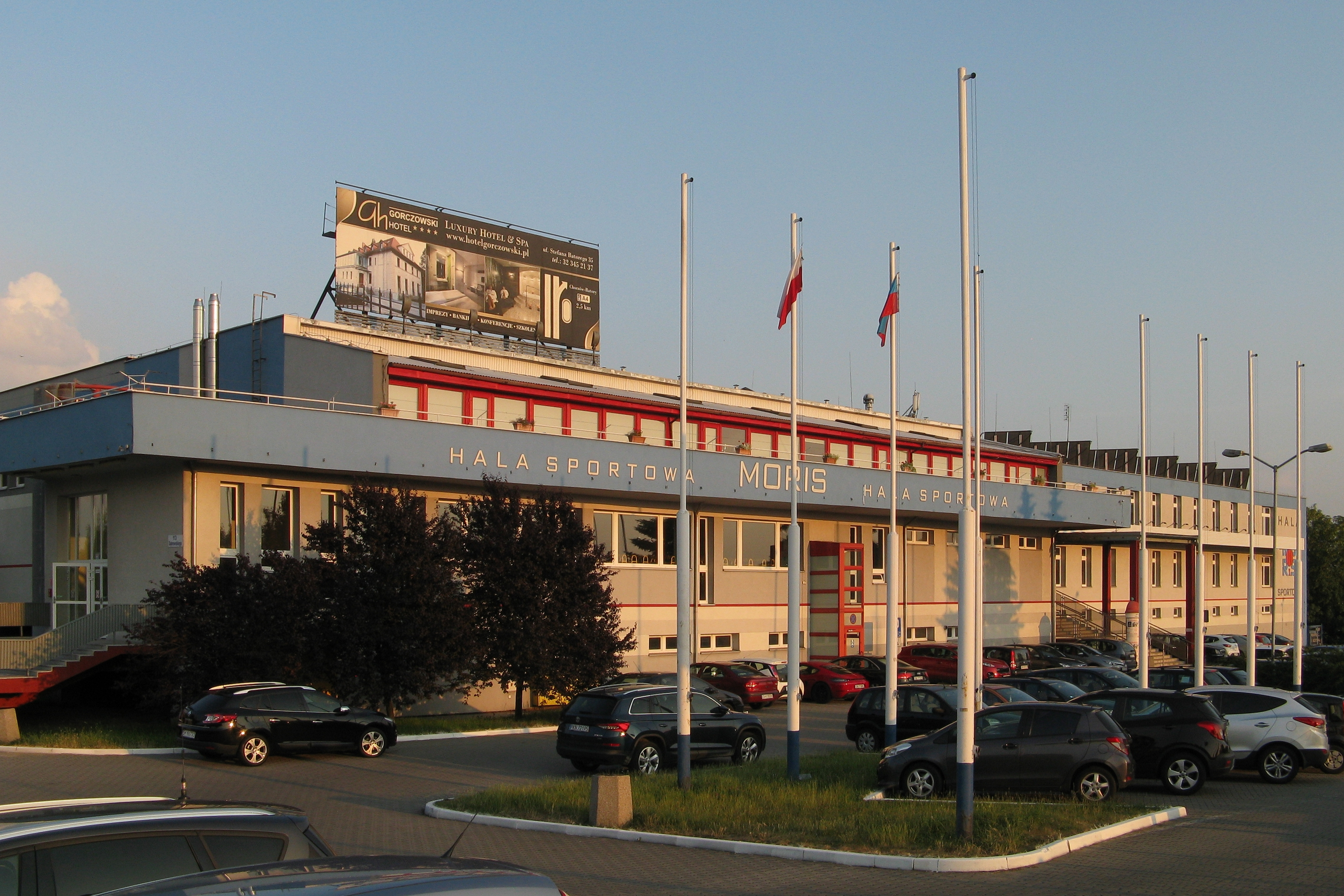
Chorzow hala sportowa MORiS przy ul. Dąbrowskiego 113

Miejski Ośrodek Rekreacji i Sportu w Chorzowie, MORiS – jednostka budżetowa zajmująca się krzewieniem kultury fizycznej, sportu i rekreacji w Chorzowie.

## Opis
Miejski Ośrodek Rekreacji i Sportu, rozpoczął swoją działalność 1 kwietnia 1992 r. Został powołany przez władze miasta aby poprawić jakości bazy sportowej w Chorzowie oraz uaktywnić mieszkańców w dziedzinie rekreacyjno-sportowej. W 1996 r. MORiS przejął halę sportową przy ul. Dąbrowskiego 113, która jest główną siedzibą Ośrodka. Obecnie zarządza kilkunastoma obiektami na terenie Chorzowa oraz uczestniczy w organizacji kilkuset imprez rocznie. 
MORiS jest samorządową jednostką organizacyjną, której zakres działania został określony w Polskiej Klasyfikacji Działalności (PKD) jako pozostała działalność związana ze sportem. Dyrektorem Ośrodka jest Krystian Grzeliński. Nadzór nad działalnością sprawuje Prezydent Miasta Chorzów.

## Cele
Celem działalności Ośrodka jest świadczenie usług w zakresie sportu, rekreacji ruchowej i turystyki. Do jego zadań należą między innymi:
- organizacja oraz współorganizacja imprez rekreacyjnych, sportowych, kulturalnych,
- popularyzowanie walorów rekreacji ruchowej poprzez tworzenie stałych zespołów ćwiczeniowych,
- tworzenie i udostępnienie bazy sportowo – rekreacyjnej dla zakładów pracy klubów sportowych i organizacji społecznych,
- prowadzenie zajęć w zakresie rehabilitacji ruchowej[7].

## Obiekty
MORiS zarządza kilkunastoma obiektami na terenie Chorzowa:
- Hala Sportowa przy ul. Dąbrowskiego 113
- Kompleks Sportowy „HAJDUKI” przy ul. Granicznej 92 w Chorzowie Batorym
- Kompleks Sportowy „KRESY” przy ul. Wolności 139
- Basen przy pl. Powstańców Śląskich 1
- Stadion Miejski przy ul. Lompy 10a
- Stadion Miejski przy ulicy Cichej 6
- Boisko trawiaste przy ul. Pokoju
- Sala Gimnastyczna przy ul. Odległej 5 (dawna ul. Bałtycka)
- Korty tenisowe przy ul. Filarowej
- Kort do Padla przy ul. Katowickiej
- Boisko do Streetballa przy ul. Katowickiej
- Lodowisko przy ul. Katowickiej
- Lodowisko przy ul. Filarowej
- Orlik przy ul. 3 Maja 78 (w sąsiedztwie Szkoły Podstawowej nr 15)
- Orlik przy ul. Kościuszki
- Boiska osiedlowe